# Franz Liszt
 Der er for få eller ingen kildehenvisninger i denne artikel, hvilket er et problem. Du kan hjælpe ved at angive troværdige kilder til de påstande, som fremføres i artiklen.

Franz Liszt (Liszt Ferenc på ungarsk) (født 22. oktober 1811 i Raiding ved Ödenburg, død 31. juli 1886 i Bayreuth) var en østrig-ungarsk komponist, pianist og dirigent. Liszt var også særdeles velbevandret i litteratur og filosofi og tog de fire af de syv grader, der skulle til for at blive katolsk præst. Han selv skrev sig F. Liszt og alt i tysk.
Liszt var sin tids berømteste klavervirtuos og reformerede klaverteknikken, så der ikke er kommet mange fornyelser til siden; men først i nutiden er han ved at opnå fuld anerkendelse som komponist. Dette hænger sammen med den krig, der var mellem de to romantiske skoler: Liszts nytyske skole med Wagner, Bruckner, Smetana og Richard Strauss og flere andre og på den anden side den klassisk romantiske skole med Clara og Robert Schumann, søskendeparret Fanny og Felix Mendelssohn og Brahms.
Det lykkedes i høj grad Brahms' fortaler, musikkritikeren Eduard Hanslick, at overbevise det brede publikum om, at Liszt var dårlig smag, og at programmusik var mindreværdig. De antiromantiske strømninger efter positivismen og naturalismen har medvirket til at styrke disse holdninger. Efter 1970 er der skrevet begejstrede værker om Liszt af f.eks. Alan Walker, og Leslie Howard har indspillet hele Liszts klaverproduktion på cd.
Med sine symfoniske digte spillede Liszt en betydelig rolle for orkestermusikkens udvikling. Desuden udvidede han, inspireret af Chopin og den belgiske musikteoretiker Fetis' ideer om omnitonalitet, de harmoniske og skalamæssige muligheder hen imod musikalsk flertydighed. Han er en vigtig forudsætning for f.eks. Richard Wagner, Anton Bruckner, Gustav Mahler og Richard Strauss.
I sin klavermusik bruger han klange, der rækker ud over det traditionelle dur–mol-mønster og frem mod Claude Debussy, Arnold Schönberg og Béla Bartók. På visse områder foregriber han også jazzens akkorder og skalaer fra bebop.

## Liv og gerning
Han var søn af en godsforvalter hos greverne Esterhazy, en musikbegavet mand, der selv i flere år kunne lede sin usædvanlig tidlig modnede søns undervisning. 9 år gammel optrådte Liszt første gang som klaverspiller og vakte en sådan opsigt, at nogle ungarske adelsmænd forenede sig om at sikre ham et stipendium til hans videre uddannelse i Wien. Her blev Czerny hans lærer i klaverspil, Salieri i komposition. Den 1. januar 1823 spillede Liszt ved en koncert, hvor Beethoven var til stede som beundrende tilhører. Da Liszt nu var 12 år gammel, rejste hans fader med ham til Paris for at søge ham optaget i konservatoriet der, hvis statutter — dem Cherubini ikke ville tilsidesætte for Liszts skyld — imidlertid forbød optagelse af udlændinge. Alligevel forblev fader og søn i Paris, og ved talrige koncerter vakte le pétit Liszt en sand begejstring i kunstnerkredse og i de fornemme saloner. En lille opera, "Don Sanche", som han fik opført i 1825, havde derimod kun kortvarigt held, medens Liszts triumfer som pianist fortsattes også under besøg i London. En vanskelig og bevæget tid skulle nu følge for Liszt, idet hans fader, der med omsorgsfuld kærlighed havde taget sig af alle ydre forhold, pludselig døde, og Liszt, der fra barndommen af havde et religiøst bevæget sind, derhos grebes af religiøse skrupler og blev levende påvirket af Saint-Simonismen (hvorfra han dog snart igen frigjorde sig). Omgang med Lamartine, Victor Hugo, George Sand, Chopin og flere andre bragte endvidere Liszt under indflydelse af den franske romantik, og endelig satte Paganinis og Berlioz’ optræden hans kunstnersind i bevægelse og påvirkede henholdsvis virtuosen og komponisten i ham.
For Liszts personlige forhold blev hans kærlighed til grevinde d’Agoult (forfatterinden Daniel Stern) en længere årrække bestemmende; i samliv med hende, der blandt andet blev moder til Cosima, siden gift med Bülow og til sidst med Wagner, tilbragte Liszt nu nogle stille år, dels i Genève, dels hos George Sand i Nohant, mest optaget af komponist- og litterær virksomhed. Fra 1839 optrådte Liszt atter som klaverspiller, efter at han alt før på et besøg i Paris sejrrig havde kappedes med Thalberg, og hans rejser, der i de følgende år strakte sig over hele Europa, var en fortsat række af triumfer. Efterhånden trættet af virtuosløbebanen trak Liszt sig imidlertid 1847 tilbage til Weimar, hvor han stod i særlig yndest hos hoffet og indtil 1861 beklædte en slags ekstraordinær kapelmesterstilling. I Weimar udfoldede Liszt en tredobbelt betydningsfuld virksomhed: talløse elever flokkedes om ham, og tidens ypperste klaverspillere, som Hans v. Bülow og Tausig, udgik fra denne kreds; dernæst blev Liszt en energisk og begejstret hjælper og forkæmper for de musikalske nybevægelser, ikke blot greb han bestemmende ind i Richard Wagners liv, hvis »Lohengrin« han trods al modstand førte frem — et varmt venskab forenede herefter de to geniale musikere —, men også for mænd som Berlioz, Smetana, Raff, Peter Cornelius gik han i ilden. Og endelig slog han, der hidtil væsentlig havde komponeret for klaveret, ind på en ny og frugtbar komponistbane, der er betegnet ved de "symfoniske digtninge" (blandt hvilke "Tasso", Les préludes, "Mazeppa", "Prometheus", "Hungaria", "Die Ideale", "Dante", "Elne Faustsymphonie"), ved det kirkelige værk "Graner-Messen" og de "ungarske rapsodier".
Ved Liszts side stod i disse og de følgende år en forstående veninde, den begavede og fintdannede, ivrig katolske fyrstinde Sayn-Wittgenstein. Sine sidste leveår tilbragte Liszt dels i Rom (hvor han modtog gejstlig indvielse som abbed og fortsatte rækken af sine kirkelige værker med oratorierne "Elisabeth" og "Kristus"), dels i Pest (hvor han blev præsident for musikakademiet), og i Weimar; til stadighed var han omgivet af en skare hengivne beundrere og elever (blandt hvilke Sophie Menter, Sgambati, Friedheim, Rosenthal, Stavenhagen, d’Albert og mange flere).
Liszt døde under et besøg ved festspillene i Bayreuth.
Han var en sjælden storstilet og sympatetisk personlighed. Han forenede et ildfuldt temperament med kløgt og rig åndelig kultur. Om hans intelligens og kunstbegejstring afgiver hans talrige skrifter vidnesbyrd, og en række træk i hans liv betegner hans ædle, varme sindelag, således ikke mindst hans uegennyttige koncerteren til fordel for almene kunstneriske eller sociale formål (Beethoven-monumentet i Bonn, oversvømmelserne i Ungarn).

## Klaverspiller
Som klaverspiller var Liszt ubestridt sin tids største. Hans teknik var mere fremskreden end nogen andens; han opfandt nye virkninger og nye vanskeligheder, hvilke han overvandt med forbløffende overlegenhed, og han udfoldede en uanet kraft og farvepragt ved klaveret. Hans betydning som lærer fremgår allerede af de førnævnte navne på hans elever, de mest berømte klaverspillere i hans eftertid.

## Komponist
Liszts komponistvirksomhed var indtil Weimar-perioden væsentlig helliget klaveret, den omfattede dog ikke blot virtuos- og koncertmusik, som parafraser og fantasier over operaer, valse, galopper, etuder og så videre, men også indholdsvægtige og personlige arbejder som Consolations, Harmonies poétiques et réligieuses, Années du pélerinage og endelig transskriptioner over sange (særlig Schubert’) og bearbejdelser for 2 og 4 hænder af symfonier (Beethoven og Berlioz). Klaverkompositionerne fortsattes også i de senere år (blandt andre med de to koncerter, sonaten i h-mol, rhapsodierne og andet), men det blev navnlig orkesterværkerne, de symfoniske digtninge, der da vakte opsigt og fremkaldte en modstand, der varede længe. Liszt er med disse arbejder blevet en af hovedrepræsentanterne for "den nytyske skole". Det er Berlioz og Wagners ideer, der har befrugtet ham til kompositioner, der bæres af en brændende energi og hengivelse og trang til fornyelse, navnlig på det harmoniske område, og som er forfattede i en stil, der præges umiskendelig af virtuosen Liszt, og som derhos er udtryk for en ædel og fantasifuld kunstners syner og ideer.

## Liszt og Danmark
Franz Liszt besøgte Danmark én gang i sommeren 1841. Han skabte stor opmærksomhed i København ligesom de andre steder, han besøgte. Der skulle dog gå lang tid før han blev anerkendt. Det skete først i forbindelse med det moderne gennembrud i 1870'erne. Omkring århundredeskiftet vendte vindene sig stærkt imod ham, og han blev næsten udelukkende negativt omtalt i pressen. Rued Langgaard forsøgte forgæves at få ham på dagsordenen i 1920'erne. Rigtig populær blev han aldrig. Dertil var den danske musikverden for snæver og for meget knyttet til den nordeuropæiske kølige smag. Men han har inspireret komponister så som Gottfred Matthison-Hansen, Victor Bendix, Siegfried Langgaard og Rued Langgaard og han havde adskillige danske klaverelever.

## Passioner
- frimurer og blev optaget i logen Zur Einigkeit, Frankfurt i året 1841.
- Stor nyder af cubanske cigarer og har udtalt: "En god cubansk cigar lukker døren til verdens vulgariteter."

## Galleri
- Franz Liszt, portræt malet af Henri Lehmann, 1839
- Franz Liszt, portræt malet af Barabás Miklós, 1847
- Franz Liszt, fotografi
- Franz Liszt i 4 aldre
- Franz Liszt, statue
- Original manuskript til klaversonate i h-mol
- Franz Liszt på frimærker, 1961
- Franz Liszts mausoleum, Bayreuther Friedhof